# Fiat Multipla

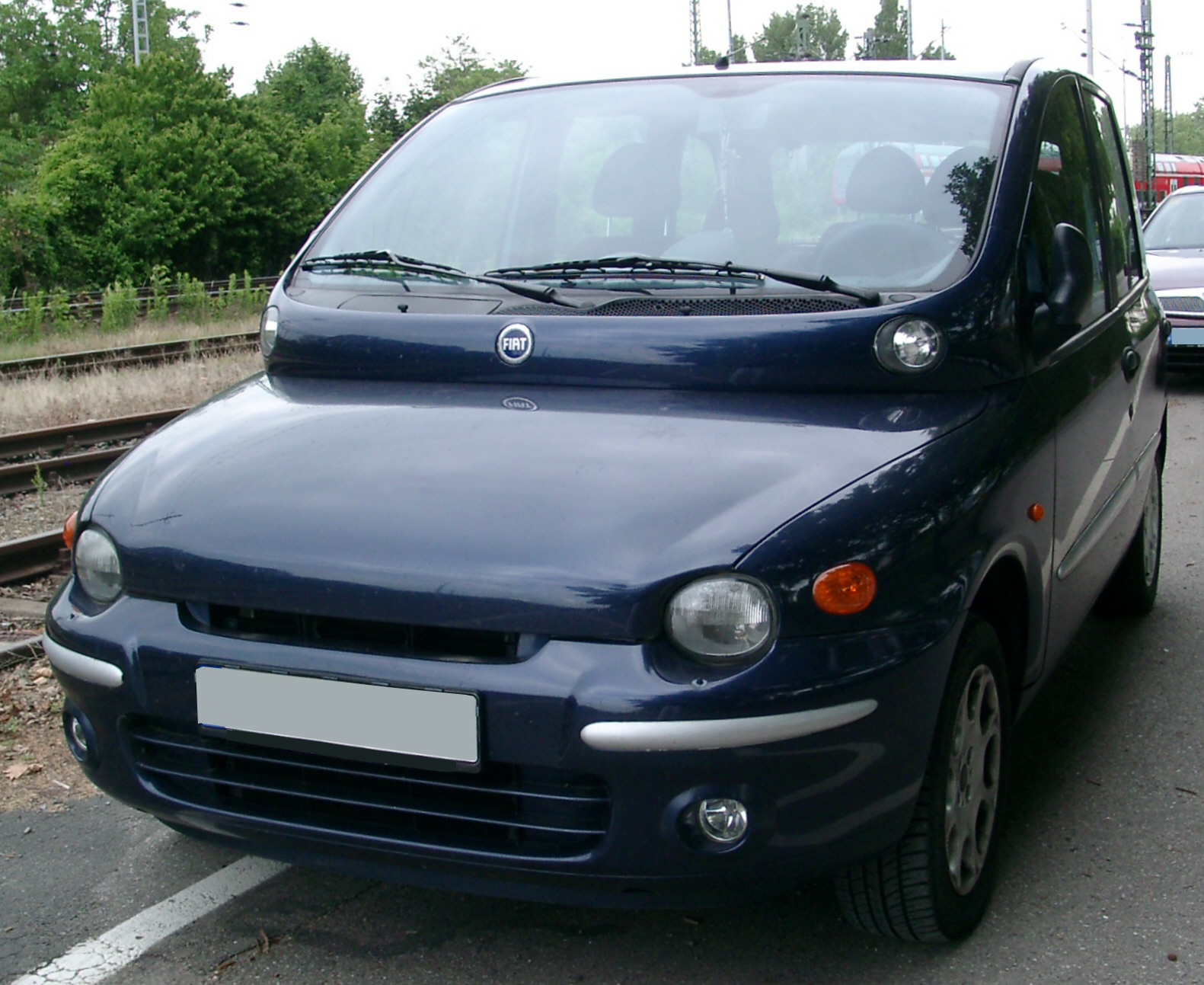
Eerste generatie Fiat Multipla

De Fiat Multipla is een automodel van de Italiaanse fabrikant Fiat. De naam Multipla verwijst naar de Fiat 600 Multipla uit 1956. De auto behoort tot de zogenaamde MPV's (Multi-purpose vehicle). De Multipla wordt geproduceerd sinds 1998. Naast de vormgeving is ook de indeling van de auto afwijkend. Deze korte auto (nog geen vier meter) biedt door gebruik van twee zitrijen met elk drie stoelen plaats aan zes volwassenen en hun bagage. 
In 1999 kreeg de auto een plaats in de tentoonstelling "Different Roads - Automobiles for the Next Century" in het Museum of Modern Art (MOMA) in New York.
In 2004 is de Multipla aangepast waarbij onder andere de neus werd gladgestreken en aan de achterzijde wijzigingen plaatsvonden. De Fiat was hierdoor wat minder extravagant. De auto werd met 10 centimeter verlengd tot 4,09 meter. Vanaf maart 2007 wordt de Multipla officieel niet langer meer geleverd via de importeur in Nederland.
Huidige modellen: 
124 Spider ·
500 ·
500e ·
500L ·
500X ·
600 ·
Aegea ·
Argo ·
Cronos · 
Doblò · 
Ducato ·
Fiorino ·
Fullback ·
Linea ·
Palio · 
Panda · 
Punto · 
Qubo ·
Scudo · 
Siena ·
Strada ·
Tipo · 
Ulysse
Historische modellen na de Tweede Wereldoorlog: 
124 · 
125 · 
126 · 
127 · 
128 · 
130 · 
131 · 
132 · 
133 · 
147 · 
148 · 
242 ·
500 ·
600 · 
600 Multipla · 
850 · 
1100 · 
1200 · 
1300/1500 · 
1400/1900 · 
1800/2100 · 
2300 · 
Albea ·
Argenta · 
Barchetta · 
Bianchina ·
Bravo · 
Brío · 
Campagnola · 
Cinquecento · 
Coupé · 
Croma · 
Dino · 
Duna · 
Elba ·
Fiorino ·
Freemont ·
Grande Punto ·
Idea ·
Marea · 
Marengo · 
Mod 5 · 
Multipla · 
Oggi · 
Panorama · 
Penny · 
Prêmio · 
Regata · 
Ritmo · 
Sedici ·
Seicento · 
Spazio · 
Stilo ·
Talento · 
Tempra · 
Tipo · 
Turbina · 
Uno · 
Vivace · 
X1/9
Historische modellen voor de Tweede Wereldoorlog: 
1 · 
1T · 
10 HP · 
12 HP · 
24 HP · 
2B Torpedo · 
4 HP · 
501 · 
502 · 
503 · 
505/507 · 
508 · 
509 · 
510/512 · 
514 · 
515 · 
518 · 
519 · 
520 · 
521 · 
522 · 
524 · 
525 · 
527 · 
60 HP · 
70 · 
801 · 
1100 · 
1500 · 
2800 · 
Brevetti · 
Laundolet · 
Modello O · 
Tipo 2 · 
Tipo Torpedo · 
Topolino · 
Zero